# جرج فورسایت (بازیکن فوتبال)
جرج فورسایت (انگلیسی: George Forsyth؛ زادهٔ ۲۰ ژوئن ۱۹۸۲) بازیکن فوتبال در پست دروازه‌بان اهل پرو است.

## باشگاهی
از باشگاه‌هایی که در آن بازی کرده‌است می‌توان به باشگاه فوتبال آتالانتا و باشگاه فوتبال الیانزا لیما اشاره کرد.

## تیم ملی
وی همچنین در تیم ملی فوتبال پرو بازی کرده‌است.